# 舌先現象
舌先現象（したさきげんしょう、英: Tip of the tongue phenomenon）は心理学用語であり、思い出そうとすることが「喉まで出かかっているのに思い出せない」現象である。舌端現象や英語の頭文字を取ってTOT現象などの別名でも呼ばれる。以降、舌先現象をTOT現象として記述する。

## 概要
TOT現象に陥る主な原因は不明であるが、その発生については、direct-accessとinferential viewの二説が提唱されている。感情と記憶しようとしているものとの感情的なつながりの強さも、TOT現象に影響を与える可能性があり、感情的なつながりが強いほど、記憶から事柄を思い出そうとする時間がかかる。TOT現象に陥っている状態は、 FOK (認識の感覚)状態と分離しており、FOK状態では、記憶の中から思い出すことができない事柄がわかる状態です。現在、これらの概念の根底にある過程の分離の可能性に関する反対の記事があるが、TOTとFOKが脳のさまざまな部分に依存しているという証拠がいくつかある。 TOTは前帯状疱疹、右背外側前頭前野 、および右下皮質に関連しているが、FOKは関連していない。TOT現象は、すべての年齢の人々に起こりえることだが、年をとるにつれて、より頻繁になります。 TOT現象は実際の医学的状態と呼ぶことができますが、学習や日常生活を妨げるほど頻繁になった場合に限り、この時の障害は、通常頭部外傷、脳卒中、または認知症からの脳損傷によって起こる失語症の可能性がある。

## 歴史

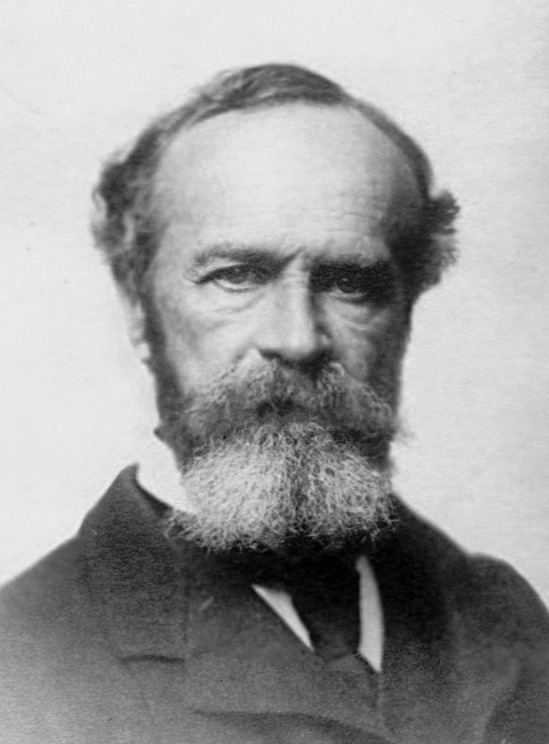
ウィリアム・ジェームズ

「舌先」という用語は、口語的な使用法から借用されており 、フランス語のフレーズavoir le mot sur le bout de la langue（「舌の先端に言葉がある」）からの翻訳借用である。TOT現象についての最初の言及は、ウィリアム・ジェームズ（1890）の心理学の研究書『心理学原理』で心理的現象として初めて説明されたが、そのような名前は付けられていなかった。
ジークムント・フロイトはまた、無意識の思考や、なじみのある言葉を忘れさせる可能性のある衝動などの無意識の心理的要因についても議論した。
この現象に関する最初の実証研究は、ハーバード大学の研究者であるロジャー・ブラウンとデビッド・マクニールによって行われ、1966年にJournal of Verbal Learning and Verbal Behaviorで発表している。ブラウンとマクニールは、舌の先端で経験する切迫した時の回復の感覚が実際の回復能力に基づいているのか、それとも単なる幻想なのかを判断したかった。

## 原因
TOT現象の原因はほとんど不明であるが、多くの説が唱えられている。主に大きく分けてdirect-accessとinferential viewの二説が提唱されている

### Direct-access view
direct-access viewは、記憶を思い出す力が十分でない時に引き起こされるが、TOT状態を引き起こすのに十分強い場合に発生するとされる。つまり、記憶内で特定の言葉を思い出すことができるが、すぐに思い出すことができない。direct-access viewが採用するTOT現象の原因の理論には、ブロッキング仮説、不完全な活性化仮説、および伝達欠損モデルが含まれている。

### Inferential view
Inferential viewは、TOTに完全にアクセスできないわけではないが、覚えている人がつなぎ合わせることができる記憶に関する手がかりから生じると主張している。これは、記憶力推論は、ターゲットワードの知識であり、検索の切迫性は、ターゲットワードについてメモリからアクセスできる情報に依存する。これらのビューは、メモリ内のターゲットワードの存在を、TOT状態の作成に影響を与えるものとして無視する。